# Mazuby
Mazuby  (en occitan Masubi) est une commune française, située dans le sud-ouest du département de l’Aude en région Occitanie.
Sur le plan historique et culturel, la commune fait partie du Pays de Sault, un plateau situé entre 990 et 1310 mètres d'altitude fortement boisé. Exposée à un climat océanique altéré, elle est drainée par le Rébenty et par divers autres petits cours d'eau. La commune possède un patrimoine naturel remarquable : deux sites Natura 2000 (le « pays de Sault » et le « bassin du Rebenty ») et six zones naturelles d'intérêt écologique, faunistique et floristique.
Mazuby est une commune rurale qui compte 23 habitants en 2022, après avoir connu un pic de population de 372 habitants en 1836. Ses habitants sont appelés les Mazubiens et ses habitantes les Mazubiennes.
Depuis quelques années, la fête du 15 août est connue pour être là meilleure de tout le plateau de Sault.

## Géographie

### Communes limitrophes
|                | Espezel           | Galinagues |
| Niort-de-Sault | Mazuby            | Rodome     |
|                | Campagna-de-Sault |            |

### Hydrographie
La commune est dans la région hydrographique « Côtiers méditerranéens », au sein du bassin hydrographique Rhône-Méditerranée-Corse. Elle est drainée par le Rebenty, le ruisseau de Font Escure, le ruisseau de la Caussine et le ruisseau des Naucs, qui constituent un réseau hydrographique de 5 km de longueur totale,.
La Lauquette, d'une longueur totale de 17,9 km, prend sa source dans la commune de Fajac-en-Val et s'écoule du sud-ouest vers le nord-est puis vers l'ouest. Elle traverse la commune et se jette dans le Lauquet à Ladern-sur-Lauquet, après avoir traversé 4 communes.

### Climat
Pour des articles plus généraux, voir Climat de l'Occitanie et Climat de l'Aude.
En 2010, le climat de la commune est de type climat océanique altéré, selon une étude s'appuyant sur une série de données couvrant la période 1971-2000. En 2020, Météo-France publie une typologie des climats de la France métropolitaine dans laquelle la commune est exposée à un climat de montagne ou de marges de montagne et est dans la région climatique Pyrénées orientales, caractérisée par une faible pluviométrie, un très bon ensoleillement (2 600 h/an), un air sec, particulièrement en hiver et peu de brouillards.
Pour la période 1971-2000, la température annuelle moyenne est de 10 °C, avec une amplitude thermique annuelle de 15 °C. Le cumul annuel moyen de précipitations est de 1 087 mm, avec 9,7 jours de précipitations en janvier et 6,7 jours en juillet. Pour la période 1991-2020, la température moyenne annuelle observée sur la station météorologique la plus proche, située sur la commune de Belcaire à 6 km à vol d'oiseau, est de 9,8 °C et le cumul annuel moyen de précipitations est de 1 032,4 mm,. Pour l'avenir, les paramètres climatiques de la commune estimés pour 2050 selon différents scénarios d'émission de gaz à effet de serre sont consultables sur un site dédié publié par Météo-France en novembre 2022.

### Milieux naturels et biodiversité

#### Réseau Natura 2000

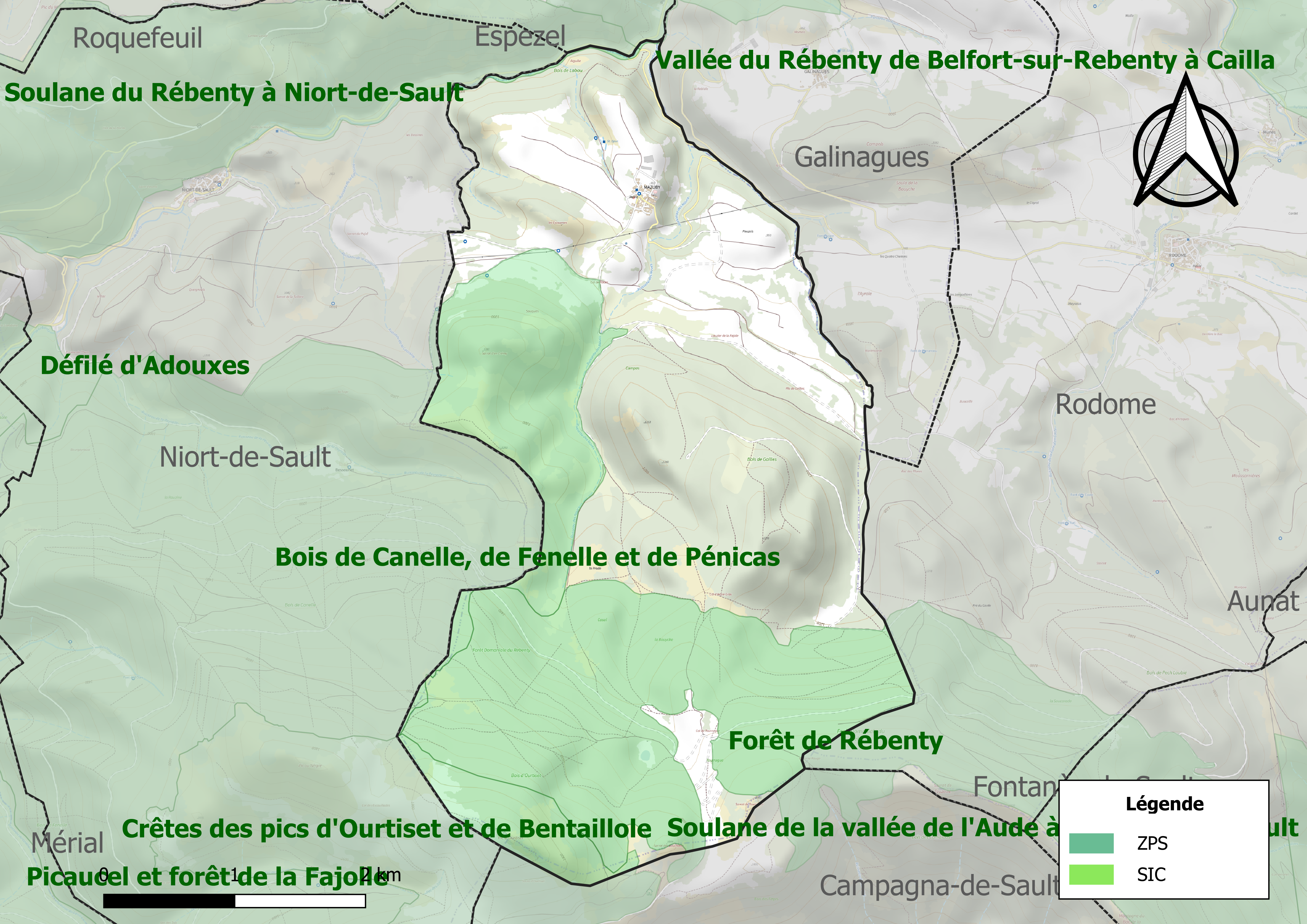
Site Natura 2000 sur le territoire communal.

Le réseau Natura 2000 est un réseau écologique européen de sites naturels d'intérêt écologique élaboré à partir des directives habitats et oiseaux, constitué de zones spéciales de conservation (ZSC) et de zones de protection spéciale (ZPS).
Un site Natura 2000 a été défini sur la commune au titre de la directive habitats :
- le « bassin du Rebenty », d'une superficie de 8 567 ha, qui offre une palette d'habitats naturels sur une grande gamme altitudinale et climatique et sur des substrats variés (calcaires, marnes, schistes). En particulier, on y rencontre de belles pinèdes de pins à crochets sur sol acide. La rivière héberge des espèces aquatiques (Chabot commun et Barbeau méridional, Écrevisse à pattes blanches) et mammifères (Desman des Pyrénées)[14]

et un au titre de la directive oiseaux : 
- le « pays de Sault », d'une superficie de 71 499 ha, présentant une grande diversité d'habitats pour les oiseaux. On y rencontre donc aussi bien les diverses espèces de rapaces rupestres, en particulier les vautours dont les populations sont en augmentation, que les passereaux des milieux ouverts (bruant ortolan, alouette lulu) et des espèces forestières comme le pic noir[15].

#### Zones naturelles d'intérêt écologique, faunistique et floristique
L’inventaire des zones naturelles d'intérêt écologique, faunistique et floristique (ZNIEFF) a pour objectif de réaliser une couverture des zones les plus intéressantes sur le plan écologique, essentiellement dans la perspective d’améliorer la connaissance du patrimoine naturel national et de fournir aux différents décideurs un outil d’aide à la prise en compte de l’environnement dans l’aménagement du territoire.
Trois ZNIEFF de type 1 sont recensées sur la commune :
- les « bois de Canelle, de Fenelle et de Pénicas » (914 ha), couvrant 3 communes du département[17] ;
- les « crêtes des pics d'Ourtiset et de Bentaillole » (769 ha), couvrant 3 communes du département[18] ;
- la « forêt de Rébenty » (514 ha), couvrant 4 communes du département[19] ;

et trois ZNIEFF de type 2, : 
- la « Haute Vallée du Rébenty » (5 740 ha), couvrant 6 communes du département[20] ;
- le « petit plateau de Sault » (5 054 ha), couvrant 11 communes du département[21] ;
- la « vallée du Rébenty » (5 661 ha), couvrant 14 communes du département[22].

Carte des ZNIEFF de type 1 et 2 à Mazuby.
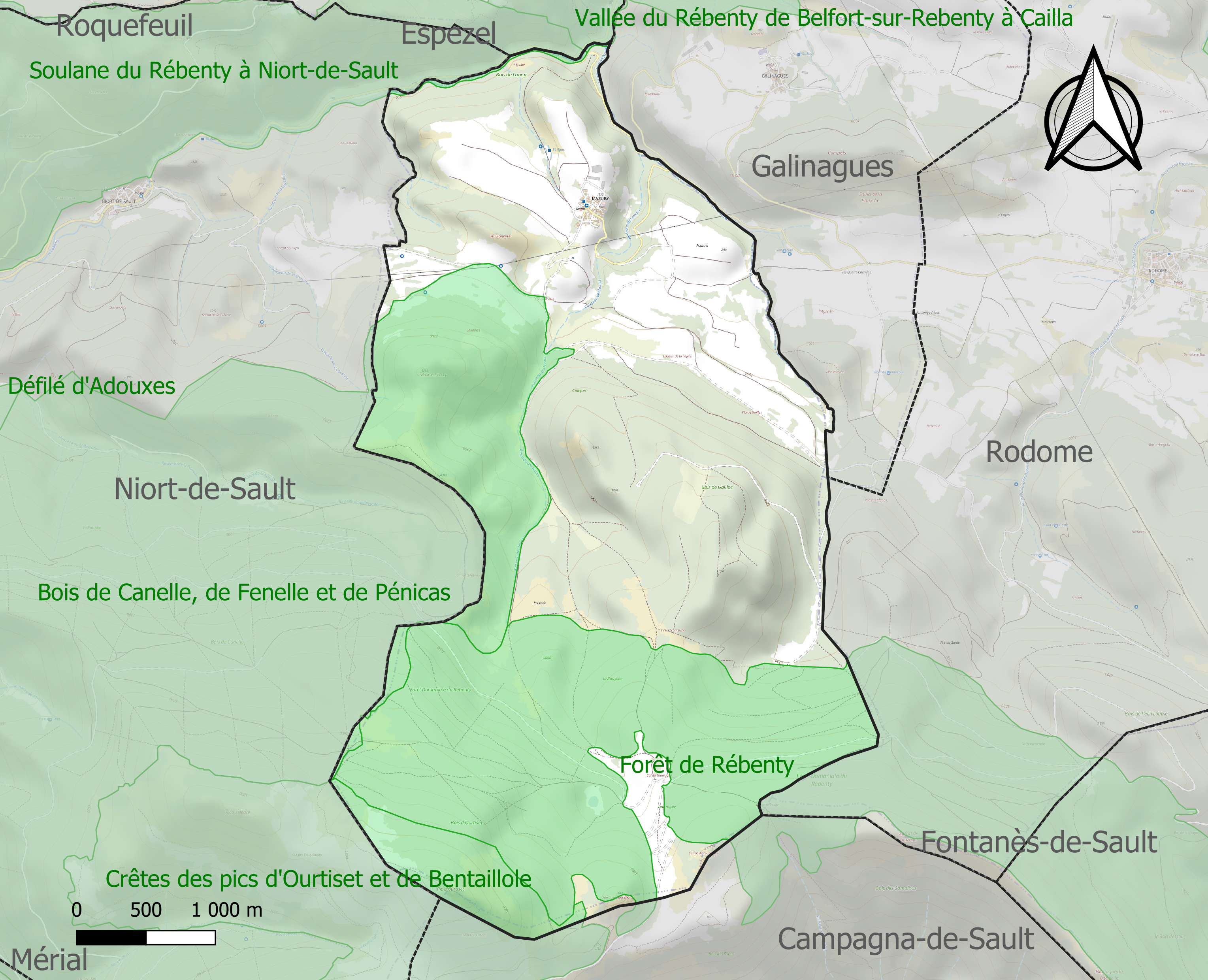
Carte des ZNIEFF de type 1 sur la commune.
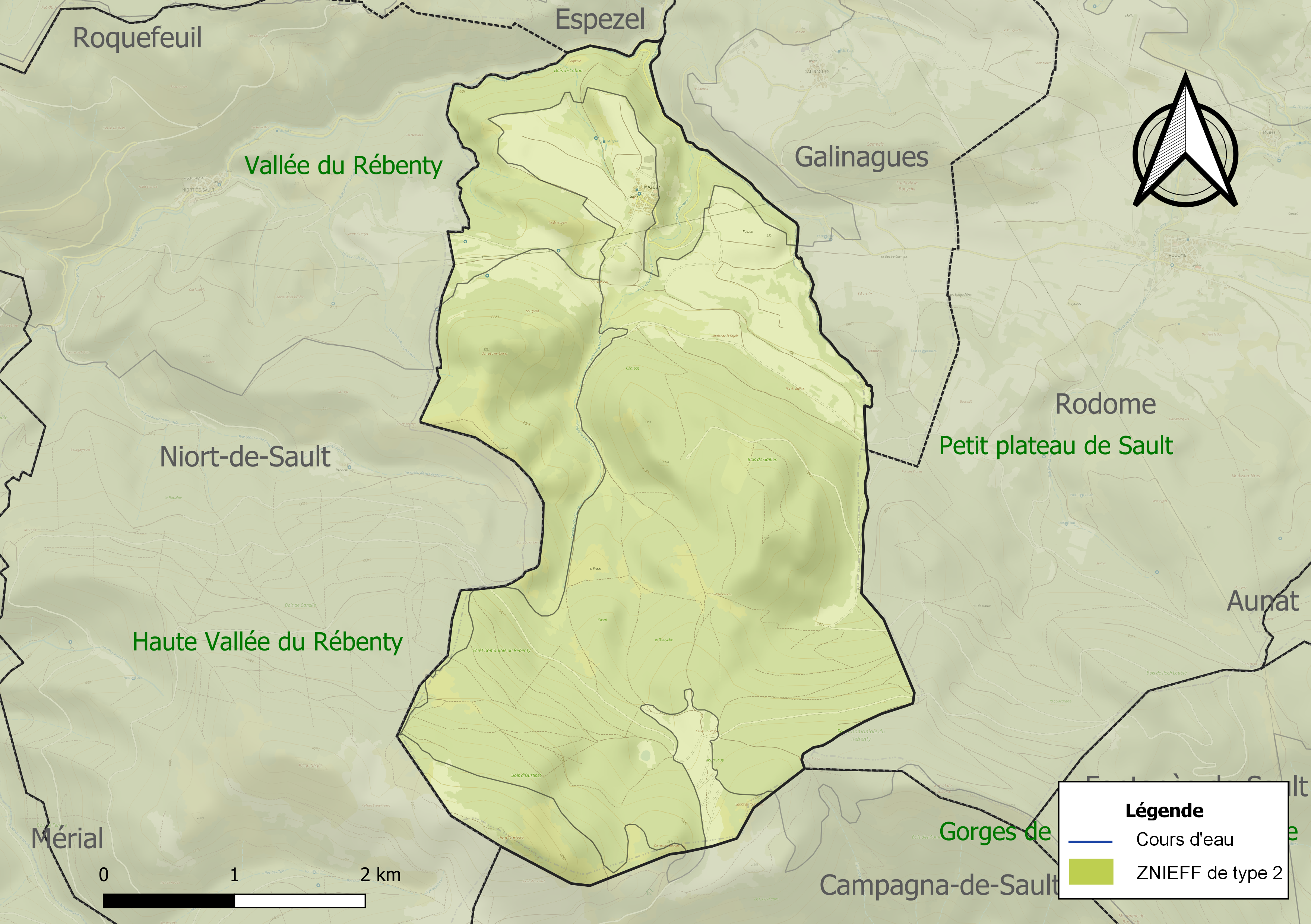
Carte des ZNIEFF de type 2 sur la commune.

## Urbanisme

### Typologie
Au 1er janvier 2024, Mazuby est catégorisée commune rurale à habitat très dispersé, selon la nouvelle grille communale de densité à 7 niveaux définie par l'Insee en 2022.
Elle est située hors unité urbaine et hors attraction des villes,.

### Occupation des sols
L'occupation des sols de la commune, telle qu'elle ressort de la base de données européenne d’occupation biophysique des sols Corine Land Cover (CLC), est marquée par l'importance des forêts et milieux semi-naturels (83,2 % en 2018), en diminution par rapport à 1990 (89 %). La répartition détaillée en 2018 est la suivante : 
forêts (60,9 %), milieux à végétation arbustive et/ou herbacée (20,8 %), prairies (8,5 %), zones agricoles hétérogènes (8,3 %), espaces ouverts, sans ou avec peu de végétation (1,5 %). L'évolution de l’occupation des sols de la commune et de ses infrastructures peut être observée sur les différentes représentations cartographiques du territoire : la carte de Cassini (XVIIIe siècle), la carte d'état-major (1820-1866) et les cartes ou photos aériennes de l'IGN pour la période actuelle (1950 à aujourd'hui).

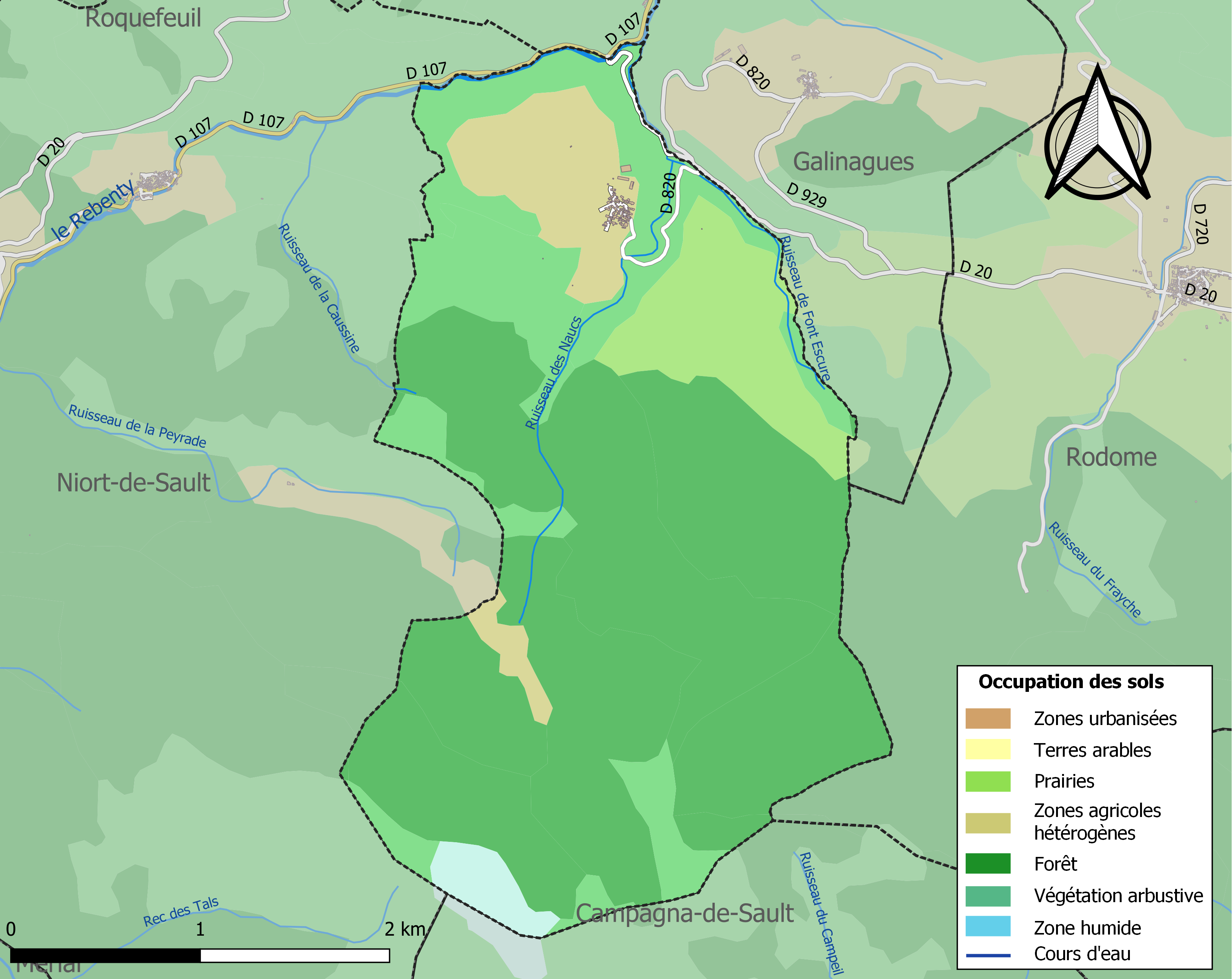
Carte des infrastructures et de l'occupation des sols de la commune en 2018 (CLC).

### Risques majeurs
Le territoire de la commune de Mazuby est vulnérable à différents aléas naturels : météorologiques (tempête, orage, neige, grand froid, canicule ou sécheresse) et séisme (sismicité modérée). Il est également exposé à un risque particulier : le risque de radon. Un site publié par le BRGM permet d'évaluer simplement et rapidement les risques d'un bien localisé soit par son adresse soit par le numéro de sa parcelle.

#### Risques naturels

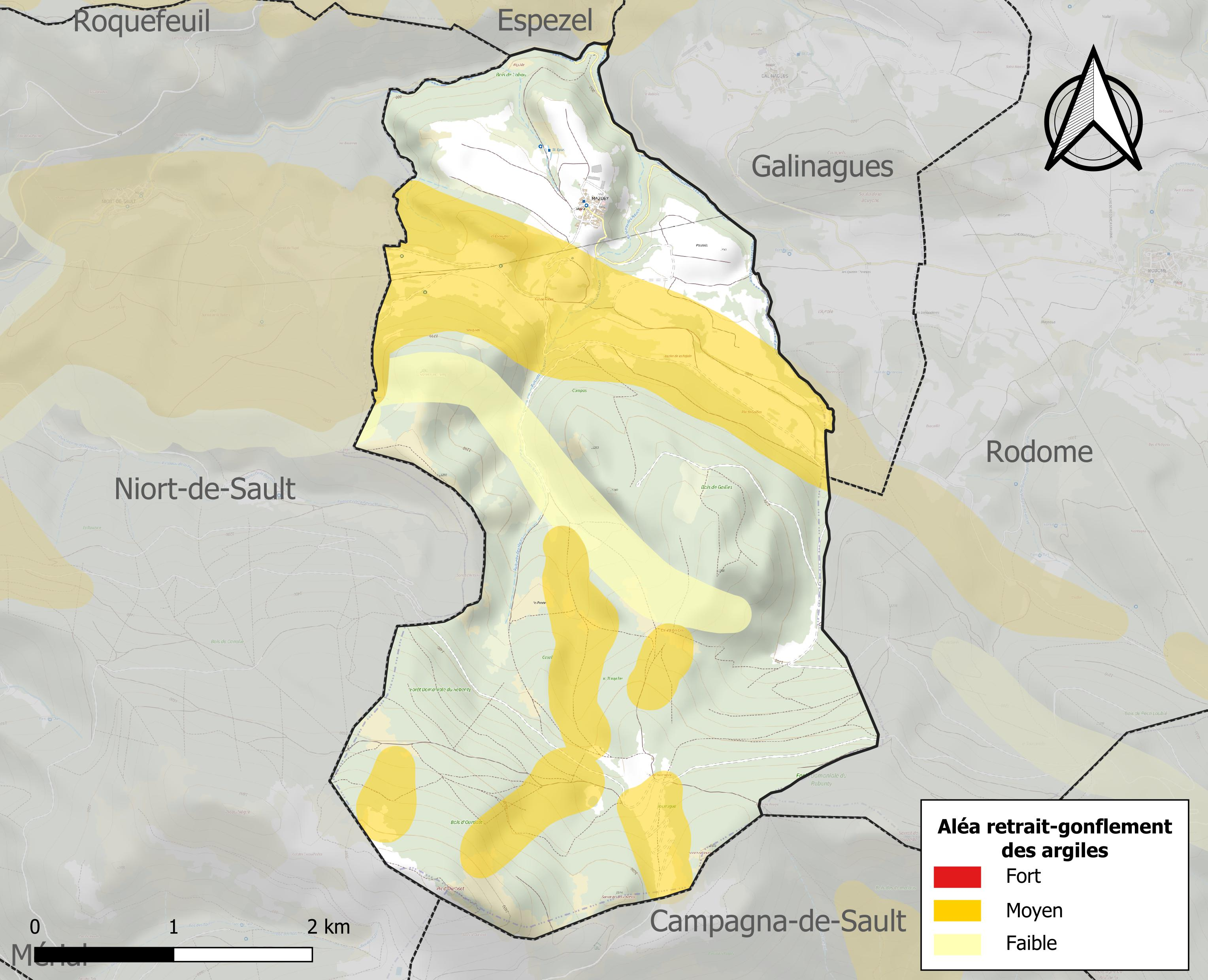
Carte des zones d'aléa retrait-gonflement des sols argileux de Mazuby.

Le retrait-gonflement des sols argileux est susceptible d'engendrer des dommages importants aux bâtiments en cas d’alternance de périodes de sécheresse et de pluie. 29,2 % de la superficie communale est en aléa moyen ou fort (75,2 % au niveau départemental et 48,5 % au niveau national). Sur les 56 bâtiments dénombrés sur la commune en 2019, 0 sont en aléa moyen ou fort, soit 0 %, à comparer aux 94 % au niveau départemental et 54 % au niveau national. Une cartographie de l'exposition du territoire national au retrait gonflement des sols argileux est disponible sur le site du BRGM,.

#### Risque particulier
Dans plusieurs parties du territoire national, le radon, accumulé dans certains logements ou autres locaux, peut constituer une source significative d’exposition de la population aux rayonnements ionisants. Certaines communes du département sont concernées par le risque radon à un niveau plus ou moins élevé. Selon la classification de 2018, la commune de Mazuby est classée en zone 2, à savoir zone à potentiel radon faible mais sur lesquelles des facteurs géologiques particuliers peuvent faciliter le transfert du radon vers les bâtiments.

## Histoire
En 876, le seigneur d'Aniort (Niort-de-Sault) détient les territoires d'Aniort, Gebetx, Galinagues et Mazuby. Le fief de Mazuby, cité en 1016 (Inventaire Roques, T.3, f ° 338), passe à l'abbé de Saint-Michel de Cuxa vers 1263. Louis IX le lui céda pour obtenir en échange la seigneurie de Puilaurens et de Gincla.
Par ordonnance royale du 11 juillet 1823, a été délimité Mazuby et Rodome.

## Politique et administration

### Liste des maires
| Période                                  | Période  | Identité        | Étiquette | Qualité |
| ---------------------------------------- | -------- | --------------- | --------- | --- |
| avant 1981                               | ?        | Paul Crouzilles |           | |
| mars 1989                                | en cours | Francis Savy    | PS        | Conseiller général du canton de Belcaire (2008-2015) puis départemental du canton de la Haute-Vallée de l'Aude (depuis 2015) président de la communauté de communes |
| Les données manquantes sont à compléter. |          |                 |           | |

## Démographie
L'évolution du nombre d'habitants est connue à travers les recensements de la population effectués dans la commune depuis 1793. Pour les communes de moins de 10 000 habitants, une enquête de recensement portant sur toute la population est réalisée tous les cinq ans, les populations de référence des années intermédiaires étant quant à elles estimées par interpolation ou extrapolation. Pour la commune, le premier recensement exhaustif entrant dans le cadre du nouveau dispositif a été réalisé en 2008.

En 2022, la commune comptait 23 habitants, en évolution de −8 % par rapport à 2016 (Aude : +2,65 %, France hors Mayotte : +2,11 %).
| 1793 | 1800 | 1806 | 1821 | 1831 | 1836 | 1841 | 1846 | 1851 |
| ---- | ---- | ---- | ---- | ---- | ---- | ---- | ---- | ---- |
| 348  | 323  | 371  | 363  | 363  | 372  | 352  | 347  | 337  |

| 1856 | 1861 | 1866 | 1872 | 1876 | 1881 | 1886 | 1891 | 1896 |
| ---- | ---- | ---- | ---- | ---- | ---- | ---- | ---- | ---- |
| 292  | 306  | 317  | 306  | 302  | 257  | 255  | 252  | 245  |

| 1901 | 1906 | 1911 | 1921 | 1926 | 1931 | 1936 | 1946 | 1954 |
| ---- | ---- | ---- | ---- | ---- | ---- | ---- | ---- | ---- |
| 233  | 223  | 203  | 160  | 142  | 130  | 118  | 104  | 89   |

| 1962 | 1968 | 1975 | 1982 | 1990 | 1999 | 2006 | 2008 | 2013 |
| ---- | ---- | ---- | ---- | ---- | ---- | ---- | ---- | ---- |
| 77   | 72   | 51   | 41   | 35   | 25   | 25   | 25   | 25   |

| 2018 | 2022 | - | - | - | - | - | - | - |
| ---- | ---- | - | - | - | - | - | - | - |
| 25   | 23   | - | - | - | - | - | - | - |

## Économie

### Emploi
| Division       | 2008   | 2013   | 2018   |
| -------------- | ------ | ------ | ------ |
| Commune        | 10 %   | 33,3 % | 13,3 % |
| Département    | 10,2 % | 12,8 % | 12,6 % |
| France entière | 8,3 %  | 10 %   | 10 %   |

En 2018, la population âgée de 15 à 64 ans s'élève à 15 personnes, parmi lesquelles on compte 53,3 % d'actifs (40 % ayant un emploi et 13,3 % de chômeurs) et 46,7 % d'inactifs,. En  2018, le taux de chômage communal (au sens du recensement) des 15-64 ans est supérieur à celui de la France et du département, alors qu'il était inférieur à celui du département en 2008.
La commune est hors attraction des villes,. Elle compte 2 emplois en 2018, contre 3 en 2013 et 5 en 2008. Le nombre d'actifs ayant un emploi résidant dans la commune est de 6, soit un indicateur de concentration d'emploi de 33,3 % et un taux d'activité parmi les 15 ans ou plus de 33,3 %.
Sur ces 6 actifs de 15 ans ou plus ayant un emploi, 2 travaillent dans la commune, soit 33 % des habitants. Pour se rendre au travail, 66,7 % des habitants utilisent un véhicule personnel ou de fonction à quatre roues, 33,3 % s'y rendent en deux-roues, à vélo ou à pied et.

### Activités hors agriculture
Un seul établissement relevant d’une activité hors champ de l’agriculture est implanté  à Mazuby au 31 décembre 2019.

### Agriculture
|               | 1988 | 2000 | 2010 | 2020 |
| ------------- | ---- | ---- | ---- | ---- |
| Exploitations | 4    | 4    | 3    | 1    |
| SAU (ha)      | 160  | 215  | 169  | 236  |

La commune est dans le Pays de Sault, une petite région agricole occupant le sud-ouest du département de l'Aude, également dénommée localement « Pyrénées centrales et pays de Sault ». En 2020, l'orientation technico-économique de l'agriculture  sur la commune est l'élevage de bovins pour la viande. Une seule  exploitation agricole ayant son siège dans la commune est recensée lors du recensement agricole de 2020 (quatre en 1988). La superficie agricole utilisée est de 236 ha,,.

## Culture locale et patrimoine

### Lieux et monuments
- Église de la Sainte-Vierge de Mazuby, à clocher carré.
- Lavoir.

### Héraldique
|  | Blasonnement de la commune tel que décrit en 1696 par Charles d’Hozier : D’azur à la bande componée d’argent et de gueules. |